# Fusarium poae
Fusárium póae (лат.) — вид несовершенных грибов (телеоморфная стадия неизвестна), относящийся к роду фузариум (Fusarium) семейства нектриевые (Nectriaceae).

## Описание
Колонии на картофельно-декстрозном агаре (PDA) с обильным пушистым воздушным мицелием в беловатых тонах, с возрастом приобретают красно-коричневую окраску. Реверс колоний и выделяемый в агар пигмент часто красных тонов, реже жёлтые, розовые, иногда отсутствуют. Иногда образуются спородохии. Часто культура обладают сладковатым запахом.
Макроконидии образуются редко, преимущественно из моноспоровых культур. При культивировании на агаре с гвоздичными листьями (CLA) веретеновидно-серповидные, с 3—5 септами (преимущественно с 3 септами). Верхняя клетка изогнутая, постепенно суженная, нижняя клетка с ножкой в основании. Макроконидии с 3 септами 17—40 × 3—5 мкм. Микроконидии образуются из вздутых бочонковидных монофиалид, шаровидные до булавовидных, обильные в воздушном мицелии, одноклеточные до двуклеточных, 3,8—9,5 × 3,8—6,1 мкм. Хламидоспоры иногда образуются в старых культурах.

### Отличия от близких видов
Fusarium sporotrichioides и Fusarium chlamydosporum образуют полифиалиды. Fusarium tricinctum отличается узкими цилиндрическими фиалидами.

## Экология и значение
Наиболее часто выделяется из умеренных регионов, где обнаруживается на проростках растений и в почве. Реже — в тропических регионах, иногда — на гниющих плодах.

## Таксономия
Fusarium poae (Peck) Wollenw., Bull. Maine Agric. Exp. Sta. 219: 256 (1913). — Sporotrichum poae Peck, Bull. N. Y. State Mus. 67: 29 (1904 [1903]).

### Синонимы
- Fusarium poae f. pallens Wollenw., 1930
- Fusarium sporotrichiella var. poae (Peck) Bilaĭ, 1953
- Fusarium tricinctum f. poae (Peck) W.C.Snyder & H.N.Hansen, 1945
- Sporotrichum anthophilum Peck, 1906
- Sporotrichum poae Peck, 1904